# Frankenstein (2025)
Frankenstein é um futuro filme de terror e ficção científica americano escrito e dirigido por Guillermo del Toro, baseado no romance Frankenstein de Mary Shelley de 1818. O filme é estrelado por Oscar Isaac, Jacob Elordi, Mia Goth, Lars Mikkelsen, David Bradley, Christian Convery, Charles Dance, Felix Kammerer e Christoph Waltz. Será lançado na Netflix.

## Elenco
- Jacob Elordi como Monstro de Frankenstein
- Oscar Isaac como Victor Frankenstein
- Mia Goth
- Christoph Waltz
- Felix Kammerer
- Lars Mikkelsen
- David Bradley
- Christian Convery
- Charles Dance
- Ralph Ineson

## Produção

### Desenvolvimento
Em 2007, Guillermo del Toro disse que um projeto que ele "mataria para fazer" seria uma versão fiel da "tragédia miltoniana" de Frankenstein, citando o roteiro "quase perfeito" de Frank Darabont, que evoluiu para Frankenstein de Kenneth Branagh. Em janeiro de 2008, ele revelou que estava no processo de elaborar desenhos que esperava usar como base para o mundo do filme e que, além disso, havia começado a tomar notas do roteiro, mas parou quando a greve da WGA ocorreu. No mês seguinte, del Toro disse sobre sua visão:
"O que estou tentando fazer é pegar o mito e fazer algo com ele, mas combinando elementos de Frankenstein e A Noiva de Frankenstein sem torná-lo apenas um mito clássico do monstro. Os melhores momentos de Frankenstein na minha mente, do romance, ainda vão ser filmados. [...]  O único cara que conseguiu me mostrar o vazio, não o trágico, não a dimensão miltoniana do monstro, mas o vazio, foi Christopher Lee nos filmes da Hammer, onde ele realmente parece algo obscenamente vivo. Boris Karloff acertou em cheio no elemento tragédia, mas há muitas versões, incluindo aquele ótimo roteiro de Frank Darabont que, no fim das contas, não foi realmente filmado".
Mais tarde naquele ano, em setembro, o filme foi criado por meio do contrato de três anos de Del Toro com a Universal Pictures, juntamente com uma série de filmes que foi anunciado para dirigir, incluindo O Médico e o Monstro, Matadouro 5 e Drood. Del Toro citou as ilustrações de Frankenstein de Bernie Wrightson como inspiração e disse que o filme não seria uma adaptação direta do romance de Mary Shelley, mas sim "uma história de aventura que envolve a criatura". Del Toro queria que Wrightson projetasse sua versão da criatura.
Em 2009, del Toro declarou que a produção de Frankenstein provavelmente não começaria antes de quatro anos. Apesar disso, ele já havia escalado o colaborador frequente Doug Jones para o papel do monstro de Frankenstein e começado a iniciar testes de maquiagem com o ator. Jones comentou mais tarde que o projeto foi arquivado devido aos planos futuros da Universal para sua franquia Dark Universe. Em 2013, del Toro manifestou interesse em escalar Benedict Cumberbatch para o papel do monstro. Em 2014, del Toro disse que gostaria de fazer versões de Frankenstein e A Noiva de Frankenstein, e que a presidente da Universal, Donna Langley, o abordou diversas vezes para tentar fazê-lo, mas que ele estava relutante em fazer porque era seu "projeto dos sonhos". Em 2020, em uma entrevista promovendo o filme Antlers, del Toro afirmou que, se tivesse financiamento, faria uma adaptação de Frankenstein que duraria de dois a três filmes devido à complexidade do livro e às mudanças de pontos de vista.
Em 2023, o projeto foi revivido pela Netflix, com quem del Toro havia assinado um contrato de vários anos para produzir projetos. Após a vitória de Pinóquio, de Guillermo del Toro, no 95º Oscar de Melhor Filme de Animação, a Variety revelou que estava definido à roteirizar e dirigir o filme com Andrew Garfield, Oscar Isaac e Mia Goth em negociações iniciais para papéis potenciais. Em setembro, del Toro revelou que as filmagens estavam programadas para começar em fevereiro de 2024 e que Christoph Waltz havia sido integrado ao elenco. Em janeiro, Jacob Elordi substituiu Garfield no papel do monstro, devido a conflitos de agenda resultantes à Greve da SAG-AFTRA de 2023. Felix Kammerer, Lars Mikkelsen, David Bradley, Christian Convery, e Charles Dance se juntaram ao elenco em papéis não revelados. Em abril de 2024, del Toro anunciou que Ralph Ineson havia sido escalado para o filme em uma aparição especial "crucial".

## Filmagem
As filmagens principais começaram em 12 de fevereiro de 2024, em Toronto, e terminaram em 30 de setembro.

## Lançamento
Frankenstein tem seu lançamento previsto para novembro de 2025, pela Netflix.